# Peter Baumann

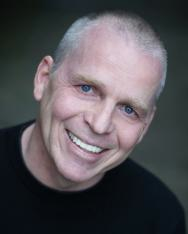
Peter Baumann.

Peter Baumann, född 29 januari 1953 i Berlin, är en tysk musiker inom elektronisk musik. Baumann ingick tillsammans med Edgar Froese och Christopher Franke i den elektroniska musikgruppen Tangerine Dream åren 1972-1977. Baumann spelade keyboard med gruppen, och medverkar på epokgörande album som Phaedra och Rubycon. Sedan 1976 har han släppt en handfull soloalbum och även bildat skivbolaget Private Music.